# Katastrofa kolejowa w Pemalang
Katastrofa kolejowa w Pemalang do której doszło 2 października 2010 roku w pobliżu stacji kolejowej w miejscowości Pemalang w prowincji Jawa Środkowa, w Indonezji.
Do katastrofy doszło około 3:00 godziny czasu lokalnego około 100 metrów od stacji kolejowej Petarukan w mieście Pemalang, pociąg ekspresowy jadący z Dżakarty zderzył się z dużą prędkością z innym pociągiem stojącym przy peronie. W rezultacie zdarzenia śmierć poniosło 36 pasażerów, a około 50 zostało ciężko rannych.
Według krajowego rzecznika policji Iskandara Hasana, a także urzędników państwowych przyczyną katastrofy był najprawdopodobniej błąd sygnalizacji kolejowej, jednak według neutralnych obserwatorów chodzi raczej o zły stan pociągów, oraz brak inwestycji w infrastrukturę kolejową.